# Biantes gurung
Biantes gurung is een hooiwagen uit de familie Biantidae. De wetenschappelijke naam van Biantes gurung gaat terug op J. Martens.